# Ана бе-хоах
Ана бе-хоах (анна бехоах, анна-бехоах, анна бе-хоах, ана бе-хоах, от средневек. ивр. אנא בכח‎) — пиют и кабалистическая молитва. Состоит из семи строк по шесть слов в каждой строке (42 слова). Составлена «ломанным» языком ради цели вставить кабалистические имена в молитву.
Составление молитвы приписывают раввину Нехуние бен ха-Кана, однако на самом деле молитва «Ана бе-хоах» была составлена в средневековой Испании.
Молитву «Ана бе-хоах» произносят после пения шести псалмов при наступлении субботы, а также по будням в утреннем богослужении. Сефарды произносят молитву «Ана бе-хоах» перед сном. Также сефарды и хасиды произносят молитву «Ана бе-хоах», составленную из семи строк, при семикратном обходе вокруг бимы во время праздника Симхат Тора.

## Текст
Молитва начинается первой буквой (алеф) еврейского алфавита и оканчивается последней буквой (тав). Молитва «Ана бе-хоах», как и молитва «Кадиш», не содержит слов «Бог» или «Господь». Начальные буквы 42-х слов молитвы «Ана бе-хоах» представляют собой акростих, который соответствует каббалистическому 42-буквенному имени Всевышнего, тогда как наполнение акростиха возможно любым подходящим текстом. Существуют по меньшей мере четыре молитвы, основанные на данном акростихе. Молитва «Ана бе-хоах» представляет собой один из нескольких вариантов толкования акростиха. Хевра каддиша также использует данный акростих.

1. Силою великою десницею Своею отвори оковы!
2. Прими вопль народа Твоего, укрепи нас, очисти нас, Устрашающий!
3. Сильный, провозглашающих единство Твоё, как зеницу ока оберегай их!
4. Благослови их, очисти их, милостею, справедливостею Своею навечно избави их!
5. Незыблемый, Святой, великим благом Своим управляй посредством общества Твоего!
6. Единственный, Всевышний, к народу Твоему обратись, к помнящим о святости Твоей!
7. Мольбу нашу прими и услышь плач наш, Знающий сокровенное!
Оригинальный текст (иврит)
1. אנא בכח גדולת ימינך תתיר צרורה‎
2. קבל רנת עמך שגבנו טהרנו נורא‎
3. נא גבור דורשי ייחודך כבבת שומרם‎
4. ברכם טהרם רחמי צדקתך תמיד גומלם‎
5. חסין קדוש ברוב טובך נהל עדתך‎
6. יחיד גאה לעמך פנה זוכרי קדושתך‎
7. שועתינו קבל ושמע צעקתינו יודע תעלומות‎
— Сефардский сидур «Седер ха-тфилот ме-сидур», Венеция, 1552, врача-раввина Исаака бар-Шемтова, кабальеро, для евреев-сефардов испано-португальской диаспоры